# La Font Gran (Monistrol de Montserrat)
La Font Gran és una font de Monistrol de Montserrat (Bages) inclosa a l'Inventari del Patrimoni Arquitectònic de Catalunya.

## Descripció

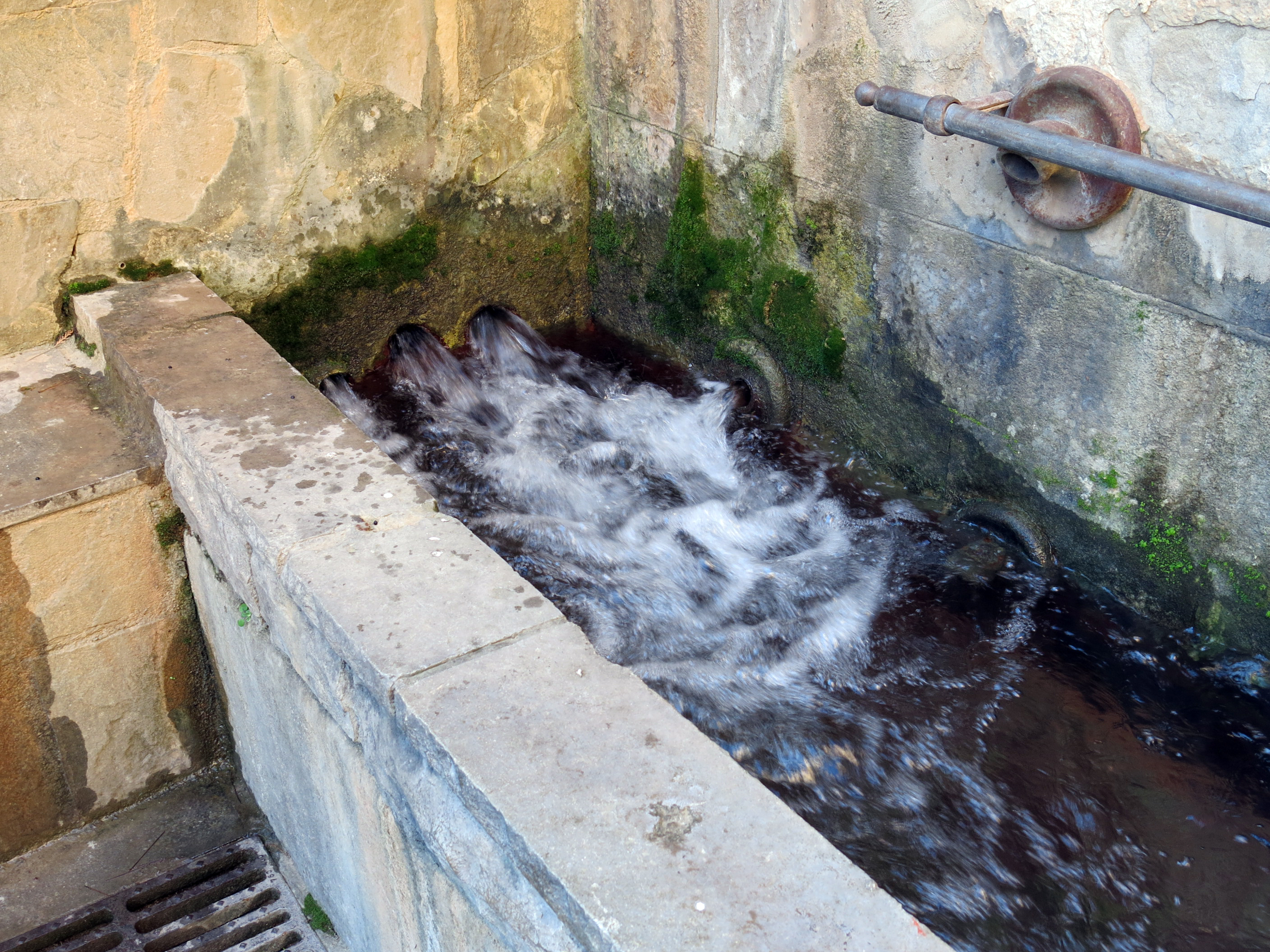
Detall de la pila i els brocs per on raja l'aigua

La Font Gran es troba en una plaça de grans dimensions, dita de la Font Gran, a un nivell una mica inferior del terra de la plaça, i s'hi accedeix a través d'unes escales. Està constituïda per un alt mur rematat en un frontó semicircular; una cornisa en ressegueix la part superior, a la clau de la qual hi ha la data de 1927, i els extrems estan rematats per una bola de pedra. A l'interior del frontó hi ha l'escut de la vila. A la part baixa del mur hi ha la pila i els brocs per on raja l'aigua.

## Història
La Font Gran rep el nom de la deu que subministra d'aigua tot el poble. Fins al segle xvi era denominada Font de la Resclosella, però també se la coneix com la Font Major o la Canaleta.

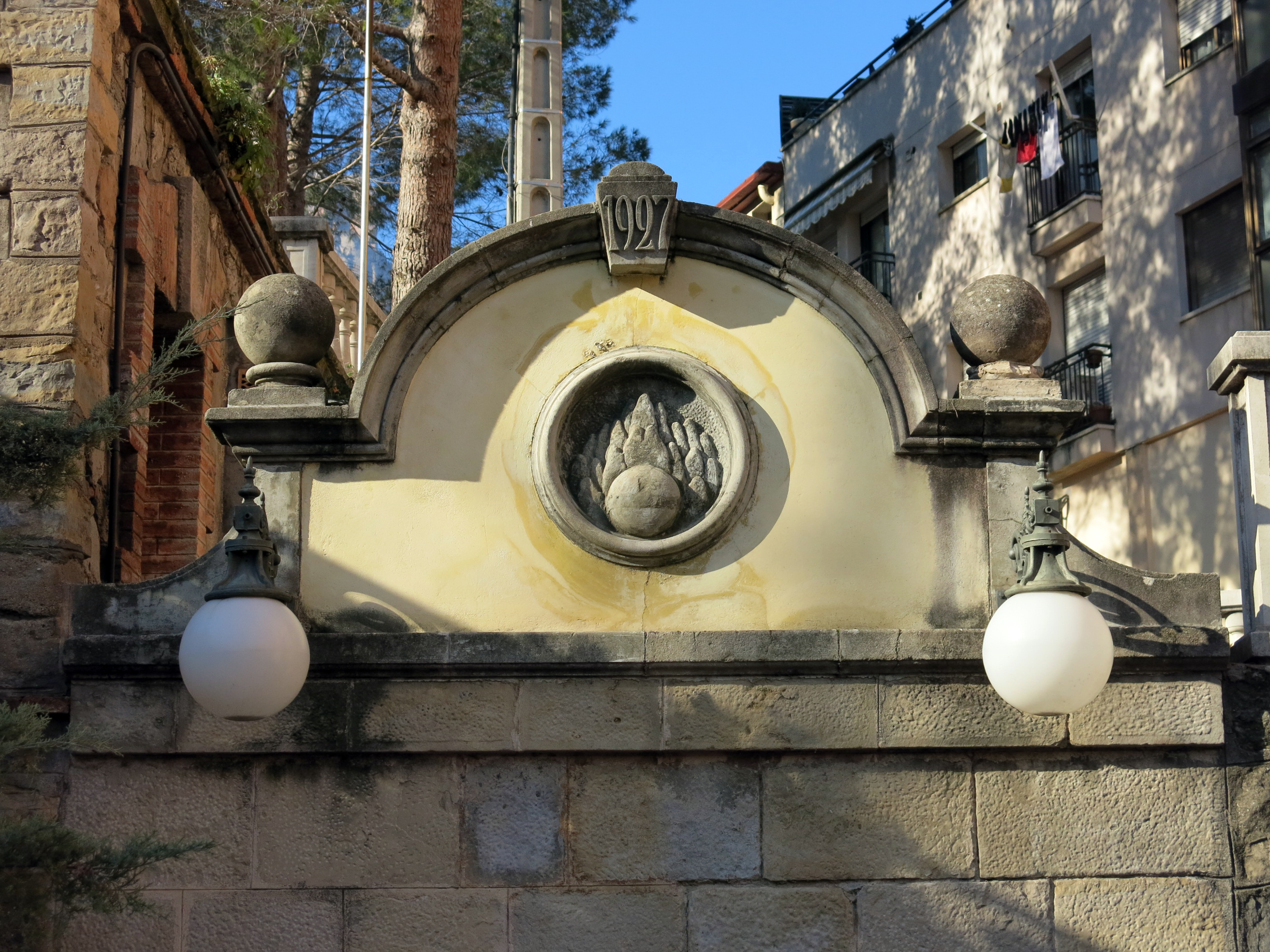
Frontó amb l'escut de Monistrol

L'any 1923, l'arquitecte barceloní Joan Bruguera i Roget va fer un projecte molt ambiciós per reformar la plaça però finalment no es dugué a terme. L'any 1926 es va començar la intervenció per a la conducció de les aigües de la font i el soterrament del tram de torrent corresponent a la plaça de la Font Gran; l'objectiu de l'obra era la captació i conducció de l'aigua per a la seva posterior distribució a tot el poble de Monistrol. Va ser durant aquestes obres que es va remodelar la cisterna de la font, igual que la part superior de la façana per tal de fer-la més digna. El dia 25 de març de 1928 es va fer l'acte d'inauguració del subministrament d'aigua al poble.
Els anys 1972-1974 es va remodelar i urbanitzar la plaça, que va agafar la fisonomia que té actualment. Aquestes obres comportaren la total cobertura del torrent de les Guilleumes i es reorganitzà la plaça.